# Championnat de Tunisie de football 1959-1960
Navigation
Saison précédente Saison suivante
La saison 1959-1960 du championnat de Tunisie de football est la 5e édition de la première division tunisienne à poule unique, la Ligue Professionnelle 1. Les treize meilleurs clubs tunisiens jouent les uns contre les autres à deux reprises durant la saison, à domicile et à l'extérieur. En fin de saison, les deux derniers du classement sont relégués et remplacés par le champion de la Ligue Professionnelle 2.
Cette année, c'est le club de l'Espérance sportive de Tunis, tenant du titre, qui termine en tête du championnat, devançant de six points le Stade tunisien et de quatorze points le Club africain et le Club sportif de Hammam Lif. Il s'agit du troisième titre de champion de Tunisie de l'Espérance sportive de Tunis.

## Clubs participants
- Club sportif de Hammam Lif
- Étoile du Sahel
- Club africain
- Espérance sportive de Tunis
- Club athlétique bizertin
- Stade populaire
- Stade soussien
- Stade tunisien
- Club tunisien
- Sfax railway sport
- Avenir musulman - Promu de LP2
- Jeunesse sportive métouienne
- Union sportive tunisienne

## Compétition

### Classement
Le barème de points servant à établir le classement se décompose ainsi :
- Victoire : 3 points
- Match nul : 2 points
- Défaite : 1 point

| Rang | Équipe                          | Pts | J  | G  | N  | P  | Bp | Bc | Diff |
| ---- | ------------------------------- | --- | -- | -- | -- | -- | -- | -- | ---- |
| 1    | Espérance sportive de Tunis (T) | 65  | 24 | 19 | 3  | 2  | 65 | 23 | +42  |
| 2    | Stade tunisien (C)              | 59  | 24 | 16 | 3  | 5  | 55 | 24 | +31  |
| 3    | Club africain                   | 51  | 24 | 8  | 11 | 5  | 24 | 22 | +2   |
| 4    | Club sportif de Hammam Lif      | 51  | 24 | 11 | 5  | 8  | 38 | 34 | +4   |
| 5    | Club athlétique bizertin        | 50  | 24 | 9  | 8  | 7  | 26 | 28 | -2   |
| 6    | Stade populaire                 | 47  | 24 | 7  | 9  | 8  | 30 | 32 | -2   |
| 7    | Étoile sportive du Sahel        | 46  | 24 | 7  | 8  | 9  | 30 | 27 | +3   |
| 8    | Club tunisien                   | 46  | 24 | 6  | 8  | 10 | 25 | 29 | -4   |
| 9    | Avenir musulman (P)             | 46  | 24 | 8  | 6  | 10 | 28 | 33 | -5   |
| 10   | Stade soussien                  | 46  | 24 | 6  | 8  | 10 | 20 | 29 | -9   |
| 11   | Union sportive tunisienne       | 44  | 24 | 5  | 10 | 9  | 42 | 40 | +2   |
| 12   | Sfax railway sport              | 37  | 24 | 4  | 5  | 15 | 25 | 54 | -29  |
| 13   | Jeunesse sportive métouienne    | 36  | 24 | 2  | 8  | 14 | 24 | 57 | -33  |

|  | Champion de Tunisie 1959-1960                                                                |
|  | Relégation directe en deuxième division                                                      |
|  | (T) Tenant du titre (C) Vainqueur de la coupe de Tunisie (P) Club promu de deuxième division |

### Meilleurs buteurs
Le titre est à nouveau remporté par Abdelmajid Tlemçani.
- Abdelmajid Tlemçani (EST) : 22 buts
- Hédi Braiek et Noureddine Diwa (ST) : 16 buts
- Boubaker Haddad (CAB) : 14 buts
- Mejri Henia (UST) : 13 buts
- Abderrahmane Ben Ezzedine (EST), Hammadi Henia (UST), Slaheddine Ben Zekri (JSMet) et Saad Karmous (CSHL) : 11 buts
- Moncef Gaied (CT), Brahim Kerrit (ST) et Hamadi Slatnia (SP) : 10 buts

### Arbitres
Seize arbitres ont dirigé les 156 matchs joués. Les plus sollicités sont :
- Bahri Ben Saïd : 21 matchs
- Moncef Ben Ali et Mohamed Bessaid : 20 matchs
- Hédi Khemissi et Mohamed Fatnassi : 15 matchs
- Mustapha Bellakhouas : 14 matchs
- Victor Habib : 13 matchs

## Bilan de la saison
| Championnat de Tunisie de football 1959-1960 |                                                 |
| Champion                                     | Espérance sportive de Tunis (3e titre)          |
| Coupes et trophées                           |                                                 |
| Vainqueur de la Coupe de Tunisie 1959-1960   | Stade tunisien                                  |
| Promotions et relégations                    |                                                 |
| Promus en Ligue Professionnelle 1            | El Makarem de Mahdia                            |
| Relégués en Ligue Professionnelle 2          | Sfax railway sport Jeunesse sportive métouienne |

## Portrait du club champion
- Président : Chedly Zouiten
- Entraîneur : Habib Draoua
- Buteurs : Abdelmajid Tlemçani (22 buts), Abderrahmane Ben Ezzedine (11), Mohamed Salah Nahali (9), Abdelmajid Néji (7), Mongi Hariga et Rached Meddeb (5), Youssef Jaouani alias Baganda (3), Ali Larbi Hannachi (2), Driss Messaoud (1)
- Effectif : 19 joueurs
  - Gardiens de but : Khaled Gharbi (13 matchs), Mohamed Bannour (8 matchs), Zine El-Abidine Chennoufi (3)
  - Défenseurs : Hassen Tasco (24), Mahmoud Ouakaâ (18), Youssef Sehili (16), Hédi Hamrouni (16), Youssef Jaouani alias Baganda (10), Driss Messaoud (8), Slaheddine Guiza (3)
  - Milieux de terrain : Ali Larbi Hannachi alias Haj Ali (24), Abderrahmane Ben Ezzedine (18), Rached Meddeb (12)
  - Attaquants : Mongi Hariga (23), Abdelmajid Néji (22), Abdelmajid Tlemçani (21), Mohamed Salah Nahali (21), Ahmed Haggazi (3), Ben Mansour[Qui ?] (1)